# Perotrochus maureri
Perotrochus maureri (Harasewych & Askew, 1993) é uma espécie de molusco gastrópode marinho da família Pleurotomariidae, nativa da região oeste do oceano Atlântico.

## Descrição
Perotrochus maureri possui concha em forma de turbante de até 6 centímetros. É similar a Perotrochus amabilis (Bayer, 1963), porém é menor e sua espiral é mais baixa e possui coloração mais pronunciada. Escultura da superfície da concha constituída de estrias espirais bem frisadas. Coloração creme, com tons em amarelo, vermelho amarronzado e laranja. Interior da abertura, lábio interno e área umbilical, fortemente nacarados.

## Distribuição geográfica
São encontrados em águas profundas do oeste do oceano Atlântico (nordeste da Flórida e Carolina do Sul).